# Klasse 404
Die Tender der Klasse 404, auch Elbe-Klasse genannt, sind Versorgungsschiffe der deutschen Marine. Sie unterstehen der Einsatzflottille 1.
Die Deutsche Marine besitzt sechs Tender der Klasse 404, die nach größeren deutschen Flüssen benannt sind. Administrativ werden die Tender als Boote klassifiziert und stehen in der militärischen Hierarchie auf der Ebene einer Kompanie.

## Aufgabe
Die Tender dienen als Unterstützungsschiffe der Bootsgeschwader der deutschen Marine. Sie versorgen kämpfende Einheiten (Korvetten, Minensucher und U-Boote) in See mit Kraftstoff, Wasser, Lebensmitteln, Ersatzteilen und Munition. Gleichzeitig dienen sie der Entsorgung, wofür sie mit einer Müllentsorgungseinrichtung und einer Abwasseraufbereitungsanlage ausgestattet sind.
Für Instandsetzungsarbeiten der Boote auf See und im Einsatzgebiet stehen etwa 30 Spezialisten der Systemunterstützungsgruppe (SUG) zur Verfügung. Außerdem können die Tender einen Geschwaderstab aufnehmen und als Führungsplattform für das jeweilige Geschwader dienen. Die an Bord befindliche Krankenstation ist in der Lage, kleinere Verwundungen zu versorgen. Zusätzlich ist es möglich, mittels eingeschiffter Ärzte in der Krankenstation auch schwerere Verwundungen zu versorgen.
Das Flugdeck am Heck der Tender erlaubt Starts und Landungen von Hubschraubern. Für die Aufnahme und Wartung von Helikoptern sind die Tender jedoch nicht geeignet, da sie über keinen Hangar verfügen und deshalb keine Bordwartungsgruppe mitführen können.

## Einheiten, Verbandszugehörigkeit und Standorte
Die sechs Tender sind auf zwei Geschwader verteilt. Während die Tender Elbe (A 511), Mosel (A 512), Rhein (A 513), Werra (A 514) und Donau (A 516) dem Unterstützungsgeschwader unterstellt sind, gehört der Tender Main (A 515) zum 1. Ubootgeschwader.
| Kennung | Name  | Rufzeichen | Bauwerft                           | Indienststellung   | Bootsgeschwader          | Heimathafen | Bild |
| ------- | ----- | ---------- | ---------------------------------- | ------------------ | ------------------------ | ----------- | ---- |
| A 511   | Elbe  | DRHJ       | Bremer Vulkan                      | 28. Januar 1993    | Unterstützungsgeschwader | Kiel        |      |
| A 512   | Mosel | DRHK       | Bremer Vulkan                      | 1. Juli 1993       | Unterstützungsgeschwader | Kiel        |      |
| A 513   | Rhein | DRHL       | Flensburger Schiffbau-Gesellschaft | 22. September 1993 | Unterstützungsgeschwader | Kiel        |      |
| A 514   | Werra | DRHM       | Flensburger Schiffbau-Gesellschaft | 9. Dezember 1993   | Unterstützungsgeschwader | Kiel        |      |
| A 515   | Main  | DRHN       | Kröger-Werft                       | 10. Juni 1994      | 1. Ubootgeschwader       | Eckernförde |      |
| A 516   | Donau | DRHO       | Kröger-Werft                       | 15. November 1994  | Unterstützungsgeschwader | Kiel        |      |

### Elbe (A 511)
Der Tender Elbe war 2006 Teil des 1. Deutschen Einsatzkontingent bei der Maritime Task Force UNIFIL.
Von Mai bis August 2014 wurde die Elbe unter Kommando von Fregattenkapitän Alexander Stark als Flaggschiff der in der Ostsee operierenden Standing NATO Mine Countermeasures Group 1 (SNMCMG1) eingesetzt.
Ab Juli 2016 wurde die Elbe unter Kapitänleutnant Stefan Meier wieder in der Standing NATO Mine Countermeasures Group 1 eingesetzt. Sie diente dabei dem estnischen Kommandeur als Flaggschiff.

### Mosel (A 512)
Der Tender Mosel, der an dem an den Aufbauten angebrachten Smiley leicht zu erkennen ist, nahm 2007, 2009, 2010, 2011 und 2015 am UNIFIL Einsatz im östlichen Mittelmeer teil. Dabei rettete die Mosel 12 Seeleute, als sie 2009 zusammen mit dem Minenjagdboot Laboe (M1097), der italienischen Fregatte Zeffiro und weiteren Schiffen nach Schiffbrüchigen der Havarie des Frachters Danny F II suchte.
Von Juni bis Dezember 2013 war die Mosel als Flaggschiff der SNMCMG 2 im Mittelmeer eingesetzt.
Am 18. April 2018 lief der Tender Mosel, unter dem Kommando von Fregattenkapitän Jens Röder, aus seinem Heimathafen aus, um sich bis Oktober 2018 am Einsatz EU NAVFOR Med im Mittelmeer zu beteiligen.
Die Mosel hat eine Patenschaft mit der Stadt Cochem.

### Rhein (A 513)
2008 war der Tender Rhein für sechs Monate Flaggschiff der SNMCMG 2 im Mittelmeer. 2009 und 2012 war er bei UNIFIL und von Januar bis Juni 2014 erneut als Flaggschiff der SNMCMG 2 eingesetzt.
Seit April 2017 wird die Rhein im Einsatz EU NAVFOR Med im Mittelmeer eingesetzt. Der Kommandant Korvettenkapitän Marco Reinisch dient auch als Kontingentführer des 5. Deutschen Einsatzkontingents. Allein am 12. Juli 2017 beteiligte sich die Rhein an der Rettung von 919 Menschen aus Seenot und kehrte am 28. August 2017 nach der Rettung von insgesamt 2100 Schiffbrüchigen wieder in ihren Heimathafen zurück.
Am 20. Juni 2018 lief der Tender Rhein unter dem Kommando von Korvettenkapitän Stefan Meier-Neuhold aus seinem Heimathafen aus, um für sechs Monate erneut als Flaggschiff des SNMCMG2 im Mittelmeer und im Schwarzen Meer zu dienen. Am 4. August 2018 wurde in Volos, Griechenland  Kapitänleutnant Peter Rudolph das Kommando über den Tender erteilt. Am 21. Dezember 2018 lief er nach sechs Monaten wieder in den Heimathafen ein.
Nach der Rückkehr aus dem Einsatzgebiet im Mittelmeer und Schwarzen Meer, wurde die Rhein in der Werft 2019 aufgelegt. Grund dafür ist, dass das Schiff technisch überholt und planmäßig instand gesetzt wurde. Direkt nach dem Ausdocken im Jahre 2021 wurde die Rhein mehrerer Prüfungen unterzogen, welche in einer erfolgreichen Wiederindienststellung mündeten.

### Werra (A 514)
Der Tender Werra nahm 2009 und 2011 am UNIFIL-Einsatz im östlichen Mittelmeer teil.
Im Juni 2015 beteiligten sich die Werra und die Fregatte Schleswig-Holstein als deutsches Kontingent an der EU NAVFOR Med, die den Auftrag zur Bekämpfung des Menschenschmuggels- und der Menschenhandelsnetze und der Bekämpfung von Schleusern und deren Infrastruktur im südlichen zentralen Mittelmeer haben sollte. Die beiden Schiffe lösten die Fregatte Hessen und den Einsatzgruppenversorger Berlin ab, die bereits vor der Einrichtung der EU NAVFOR Med zur Rettung von Schiffbrüchigen im Rahmen von Flucht und Migration über das Mittelmeer in die EU eingesetzt worden waren. Allein am 23. Juni 2015 nahm der Tender 627 Schiffbrüchige auf. Am 15. Juli 2015 rettete die Werra 211 Menschen aus Seenot, 103 am 15. August und am 19. August weitere 105. Nach insgesamt fünfmonatigen Einsatz lief die Werra am 24. Oktober 2015 wieder in ihren Heimathafen, den Kieler Marinestützpunkt ein. Insgesamt 1.186 Schiffbrüchige rettete die Besatzung in diesem Zeitraum aus akuter Seenot.
Vom 30. Juni 2016 an wurde die Werra, unter dem Kommando von Korvettenkapitän Mirko Preuß, gemeinsam mit dem Minensuchboot Datteln wieder bei EUNAVFOR MED eingesetzt. Am 5. Juli wurden etwa 20 Seemeilen vor der Küste Libyens 656 Menschen aus vier seeuntauglichen Schlauchbooten aus Seenot gerettet. Am 6. Juli 2016 brachte eine Gerettete an Bord der Werra einen gesunden Jungen zur Welt. Am 30. Oktober 2016 wurde die Werra vom Tender Main abgelöst und kehrte am 11. November in ihren Heimathafen Kiel zurück.
Am 2. Februar 2019 lief die Werra Richtung Mittelmeer aus. Der Tender stellte für die nächsten fünf Monate den deutschen Beitrag im Ständigen Minenabwehrverband 2 der NATO (Standing NATO Mine Countermeasures Group 2). Hauptaufgabe des Tenders war die Unterstützung des deutschen Verbandsführers und seines multinationalen Stabes. Der Tender befuhr dabei das Mittelmeer, den Atlantik und das Schwarze Meer, und legte eine Fahrtstrecke von 15.000 Seemeilen zurück. Er nahm an Marine-Manövern der Partner Griechenland, Italien, Spanien und Rumänien teil, und absolvierte Übungen mit der marokkanischen Marine. Am 13. Juni 2019 lief der Tender Werra mit seiner knapp 70-köpfigen Besatzung wieder in den Heimathafen Kiel ein.

### Main (A 515)
Der Tender Main war 2002 Teil des ersten deutschen Einsatzkontingents bei der Operation Enduring Freedom. Er diente hierbei als Marinelogistikbasis im Einsatzgebiet (MLBE) und somit als nationaler Abstützungspunkt.
Von Oktober 2016 bis April 2017 wurde der Tender Main unter Kommando von Kapitänleutnant Christian Meyer in der Operation EUNAVFOR MED eingesetzt. Er wurde dort vom Tender Rhein abgelöst. In den 178 Tagen Abwesenheit wurden insgesamt 29.000 Seemeilen zurückgelegt.

### Donau (A 516)
Der Tender Donau war 2002 Teil des ersten deutschen Einsatzkontingents bei der Operation Enduring Freedom. Er diente gemeinsam mit der Systemunterstützungsgruppe der Unterstützung der 5 eingesetzten Schnellboote.
Von Januar bis Juni 2015 war die Donau bei der Standing NATO Mine Countermeasures Group 1 (SNMCMG 1) eingesetzt. Sie diente hierbei einem niederländischen Kommandeur und seinem Stab als Flaggschiff.
Von Januar bis Juni 2016 war die Donau wiederum als Flaggschiff der Standing NATO Mine Countermeasures Group 1 (SNMCMG 1) eingesetzt.
Am 11. Januar 2020 lief der Tender aus um für sechs Monate als Flaggschiff der Standing NATO Mine Countermeasures Group 1 (SNMCMG 1) zu dienen. Sie wurde hierbei als Flaggschiff für den norwegischen Kommandeur und seinem Stab eingesetzt. Am 5. April 2020 wurde sie nach einem Maschinenschaden im Ärmelkanal von dem deutschen Marineschlepper A 1451 Wangerooge nach Wilhelmshaven geschleppt.
Am 31. August 2020 verließ der Tender Donau den bisherigen Heimathafen Warnemünde (seit 1994) zum letzten Mal. Der neue Heimathafen ist Kiel.

## Zukunft & Nachfolger
Die Marine plant für das Jahr 2035 die Einheiten dieser Klasse durch neue Boote ablösen zu lassen. Planungen gehen dabei von einer Nutzung einer modularen Plattform aus, welche verschiedene Aufgaben unter einem Schirm verfügbar machen kann. Das Projekt wird derzeit unter der Bezeichnung Naval Tender Vessel 130 (NTV 130) geführt. Die Planungen sind dabei allerdings noch nicht so weit vorangeschritten, so dass bisher weder eine Bauwerft noch tiefere Details verfügbar sind. Lediglich die Anforderungen, so eine Seeausdauer von bis zu 21 Tagen, die Nutzung moderner Elektronik und Sensoren und Fähigkeiten zur Selbstverteidigung ohne Geleit, aber auch die Möglichkeit zur Aufnahme eines NH90 und nach Möglichkeit sogar eines CH-47 Chinook sind bekannt.